# Stella CH
Le stelle CH sono un particolare tipo di stella al carbonio caratterizzato dalla presenza, nei loro spettri, di forti linee di assorbimento del CH. 
Si tratta di stelle di popolazione II, povere in metalli e in una fase intermedia della propria evoluzione, che presentano una luminosità inferiore a quella delle classiche stelle al carbonio-azoto (C-N). Molte stelle CH sono binarie, ed è ragionevole pensare che sia così per tutte le stelle di questa classe. Come le stelle al bario, le stelle CH sarebbero il risultato del trasferimento di massa da una vecchia stella al carbonio classica, ormai evolutasi in nana bianca, a quella che ora è la stella CH.